# David Robinson's Supreme Court
David Robinson's Supreme Court är ett basketspel, utvecklat av ACME Interactive och utgivet av Sega till Sega Mega Drive under 1992. 
Spelets titel syftar på NBA-spelaren med samma namn. David Robinson's Supreme Court var inte licensierat av NBA och innehåller därför fiktiva namn på spelare och lag.  